# Ендогуров, Иван Андреевич
Иван Андреевич Ендогуров (Эндогуров) (1812, Тверская губерния — 1871, Санкт-Петербург) — контр-адмирал Российского императорского флота.

## Биография
Родился 23 ноября (5 декабря) 1812 года в Тверской губернии в дворянской семье морского офицера, капитан-лейтенанта в отставке Андрея Ендогурова.
8 мая 1821 года поступил в Морской кадетский корпус. 22 апреля 1827 года произведён в гардемарины. 22 января 1830 года произведён в мичманы с назначением в Черноморский флот.
31 июля 1835 года произведён в лейтенанты флота. С августа 1837 года по июнь 1846 года командовал шхуной «Гонец». Крейсировал у берегов Абхазии — участвовал в десантных операциях. Иван Андреевич отличился при взятии местечек Туапсе, Сочи, Шапсухо; в 1841–1842 годах со шхуной состоял в распоряжении русского посланника при короле Греции. 15 апреля 1845 года произведён в чин капитан-лейтенанта «За беспорочную выслугу в офицерских чинах и 18 шестимесячных морских кампаний».
В 1847—1849 годах командовал бригом «Орфей». Находился в Архипелаге в распоряжении русского посланника в Греции. 26 ноября 1849 года награждён Орденом Святого Георгия 4 степени (№ 8326).
В 1850—1852 годах командовал фрегатом «Кулевчи». 2 марта 1852 года произведён в чин капитана 2-го ранга. Командир 43-го флотского экипажа (1853).
В 1853—1856 годах участвовал в Крымской войне и при бомбардировке крепости Очаков участвовал в бою с 4 фрегатами англо-французского флота. 6 октября 1854 года «за отличие в делах против Англичан и Французов» произведён в капитаны 1-го ранга со старшинством в чине с 22 сентября того же года. 1854—1856 годах командовал Николаевским отрядом пароходов и канонерских лодок Черноморского флота. 
8 июня 1858 года переведён в Балтийский флот и назначен командиром 17-го флотского экипажа. В этом же году назначен командиром линейного корабля «Синоп», на котором перешёл на Балтику. До 1862 года находился в плавании по Балтийскому морю, после чего отчислен от командования 17-м ФЭ и кораблём «Синоп» с переводом в штаб Балтийского флота. 1 января 1863 года произведён в чин контр-адмирала с назначением младшим флагманом Балтийского флота. Держал свой брейд-вымпел на фрегате «Генерал-адмирал».
В 1863 году, в связи с польским восстанием, назначен командиром отряда кораблей, с которым крейсировал у берегов Курляндии с целью пресечения доставки оружия морем для восставших.
9 мая 1864 года назначен командующим Отрядом судов Балтийского флота в Китайском море (Первая независимая эскадра Тихого океана). 24 июля 1864 принял эскадру, сменив на этом посту контр-адмирала А. А. Попова. В октябре перешел в Нагасаки на клипере «Абрек». С 10 января по 12 октября 1865 года держал свой брейд-вымпел на корвете «Варяг». 6 октября 1865 года передал командование Тихоокеанской эскадрой капитану 1-го ранга Ф. С. Керну. После чего на коммерческом пароходе отправился в Россию.
5 декабря 1865 года прибыл в Санкт-Петербург. До 1871 года состоял при управляющем Морского министерства Н. К. Краббе. Также был членом комитета по составлению воинского устава о наказаниях.
Скончался 19 июня (1 июля) 1871 года в Петербурге. Был похоронен на Новодевичьем кладбище; могила не сохранилась.

## Награды
- орден Святого Владимира 4-й степени (1841)
- орден Святого Георгия 4-й степени (1849)
- Орден Святой Анны 2-й степени с Императорской Короной (1855)
- орден Святого Владимира 3-й степени (1859)
- орден Святого Станислава 1-й степени (1864)
- орден Святой Анны 1-й степени (1866)

## Память
- Именем Ендогурова назван мыс в бухте Провидения[4].

## Семья
Был женат на дочери адмирала Ф. А. Юрьева Марии (1832—?), бывшей супруге Н. Н. Андреева. Дети:
- Владимир (1851—1873)
- Ольга (1857—1863)
- Иван (1861—1898) — русский живописец, график, акварелист.
- Сергей (1864—1894) — русский морской офицер и художник, акварелист, мастер классического пейзажа.
- Мария Ивановна (1869—1964), супруга князя Н. С. Путятина.